# Port lotniczy Bangassou
Port lotniczy Bangassou – port lotniczy zlokalizowany w Bangassou, w Republice Środkowoafrykańskiej.